# Jungle Taitei
Jungle Taitei (em japonês, ジャングル大帝), mais conhecido no Ocidente como Kimba, o Leão Branco) é um mangá de Osamu Tezuka, mais tarde transformado em anime, que trata das relações entre o homem e a natureza através da história do leão branco Kimba enquanto ele tenta governar a selva. Junto com Astro Boy, estabeleceu uma das mais icônicas criações de Tezuka. Em 1965, a Mushi Productions fez uma série animada baseada no mangá, a primeira animação colorida da televisão japonesa[carece de fontes?]. Em 2013, os três volumes do mangá começaram a ser lançados no Brasil pela editora New Pop.

## História
Em meio à selva africana, vivia um leão chamado Panja. Ele era um leão branco e queria dar a todos os animais selvagens um abrigo livre do medo dos homens e do medo de outros animais. E, em grande medida, ele é bem sucedido. Seu único erro: libertar o gado das vilas vizinhas.
Graças a isso, dois caçadores profissionais são contratados para dar um fim aos ataques de Panja. Eles tentam evitar atacar diretamente o leão usando seu amor por sua companheira leoa, gravando os rugidos dela para usar como chamariz, só que isso não faz Panja cair na armadilha. Em seguida eles capturam a leoa e a escondem em um desfiladeiro e quando o fazem ir até lá, matam-no e levam a leoa para um zoológico de navio.
Nesse navio, ela dá a luz a Kimba e lhe ensina os ideais do seu pai, os quais ele põe em prática quase imediatamente, tornando-se amigo dos ratos do navio. Durante uma tempestade que acabaria por virar o navio, ela diz para ele fugir e voltar para a selva para ocupar o seu lugar de direito no trono do pai.
Kimba consegue fugir, prometendo voltar para a selva, mas se perde no oceano e vai parar na civilização, aonde anda por muitas cidades como Londres e Paris e conhece bons e maus humanos, além de admirar-se com as tecnologias dos homens.
Depois de certo tempo, Kimba consegue chegar à África aonde encontra problemas: o leão Bobo havia se proclamado rei e não gosta de saber da volta do herdeiro legítimo. Kimba consegue reconquistar o reino, não sem luta, e a partir daí, tenta tornar o mundo animal mais civilizado, em especial, fazendo com que não mais se coma carne e ensinando os animais a falar como humanos. Há resistência a essas mudanças, mas o novo rei conta com muitos aliados como Poly, o papagaio, Bucky o antílope, André, o mandril e diversos outros animais, assim como o humano Jonathan. Até que Kimba se torne adulto passam por diversas aventuras. Como a sua morte ele se matou para dar sua pele e carne para salvar seu amigo da morte.

## Personagens
Principais
- Kimba (Leo, no original): o jovem leão branco nascido em um navio e órfão tenta voltar para o reino de seu pai aonde pretende assumir o trono, mas perde-se no caminho e vai parar em meio à península Arábica. Mais tarde, passeando por grandes cidades, aprende muitas coisas com os homens e sobre eles. Kimba retorna à África aonde obtém de volta o seu trono para tentar melhorar a vida dos animais.

- Panja (Caesar,no original): pai de Kimba, foi o rei das selvas. Foi morto no início da história para tentar salvar Eliza. Depois que morre, ele aparece somente em flashbacks no seriado de 1965. No episódio 19, é revelado que ele fugiu de uma aldeia e assim se tornou o Rei.

- Eliza (Snowene,no original): mãe de Kimba, ela o deu à luz quando estava no navio. Era apaixonada por Panja e por causa disso foi capturada para levar Panja a uma armadilha. Deu certo,e assim ele foi morto. Eliza morreu no navio logo depois que Kimba vai embora, pois  uma tempestade apareceu naquele instante.

- Poly (Koko, no original): um papagaio pertencente à dona de um grande hotel que o maltratava, deixando-o acorrentado e batendo nele. Tornou-se livre e conheceu Panja, o pai de Kimba, admirando-se com sua força e bondade. Mais tarde fazendo o possível para ajudar o filhote de Panja.

- Bucky (Tomy, no original): uma jovem gazela-de-Thomson macho. Atrapalhado e muitas vezes medroso, Bucky acaba se metendo em várias confusões. Sempre ajuda Kimba a sair de seus problemas, correndo para lá e para cá e gritando muito, isso quando não é ele a colocá-lo em apuros.

- Daniel (Mandy Mandrill, no original): Daniel é um mandril sábio e prudente, mas seus conselhos nem sempre são seguidos por Kimba que prefere seguir seus próprios instintos, colocando por vezes a própria vida em risco. A maior parte do tempo está dando conselhos sobre solucionar os problemas na selva, mas de vez em quando também causa algumas dificuldades pela recusa em aceitar inovações e em entendê-las.

- Léia (Liya, no original): perdeu os pais quando jovem e é criada pelo tio, Majestica, leão de pelagem pintada líder de um bando das montanhas. Conheceu Kimba e apaixonou-se por ele, mesmo contra a vontade do tio. No mangá eles se tornam adultos e ficam juntos, mas na primeira versão do anime, isso não chega a acontecer.

- Bubu: leão inimigo de Panja que se apossou do trono de Kimba por julgá-lo morto. Não protegia os animais mais fracos e mantinha a lei da selva, sendo ele o rei. Após o retorno de Kimba, tenta junto de seus companheiros, as hienas Dick e Bow e a pantera negra Tot, tomar o reino através de diversos planos.

- Jonathan (Kenichi, no original): humano que resgatou Kimba quando o navio em que estava naufragou e ele foi parar na península Arábica. O levou junto com seu tio Higeoyaji, e Mary, sua namorada, para conhecer o mundo dos seres humanos. No mangá, Kimba volta para a África em uma expedição junto com ele, mas na versão original do anime, o avião em que Jonathan viajava cai em meio à selva africana e ele reencontra Kimba. Ajuda o pequeno leão, por exemplo, quando pesquisa as origens de Kimba e descobre sua descendência de Andrópolis, um leão egípcio que bebeu uma poção da sabedoria.

- Leona (Ryona,no original): É a irmã de Kimba. É ela quem protege a memória de todos os leões brancos que foram reis antes de Kimba e Panja. Isso também explica porque ela só apareceu em dois episódios.

- Lune:Filho de Kimba e Léia quando casados. Aparece a partir do segundo seriado, junto com sua irmã. Ele se assemelha muito à Kimba quando criança.

- Lukkio:Filha de Kimba e Léia quando casados. É a irmã de Ruke, e também se assemelha a Léia quando criança.

- Tot(Cassius, no original): Uma pantera negra que vivia do lado de Bubu. Sempre informava ao próprio tudo que Kimba fazia.

- Dick e Bow:Duas hienas atrapalhadas que eram do lado de Bubu. Os dois sempre escondidos espionavam tudo que Kimba fazia. Os dois tem medo de qualquer inseto pequeno, e até do próprio Kimba. Eles são os únicos personagens que andam em pé a todo instante.

Secundários
- Dodie :Um sensível cervo jovem.
- Gina (Geraldine, no original): Uma filhote de girafa bastante alegre e divertida.
- Pongo (Speedy Cheetah, no original): Um filhote de leopardo amigo de Kimba. Antes ,ele brigava com todos e não tinha nenhum amigo,e quis lutar com Kimba por achar que Panja matou seu avô, mas  no final acabou perdendo e sendo perdoado por todos. Não se sabe o porque, mas durante a dublagem da Sigma seu nome foi trocado por Joe.
- Pagoola (Kelly Punth,no original): Um elefante teimoso que não confiava nos humanos e sempre brigava com Kimba por ele levar várias culturas dos humanos à selva (como um restaurante no episódio 20).
- O Bando da Fúria (The Black Four,no original): Um grupo de quatro panteras assassinas com poder quase sobrenatural a desvanecer-se e manipular seus corpos na escuridão. Tot já os convocou para acabar com Kimba, mas perderam. Eles reapareceram no penúltimo episódio, para tentar roubar as peles de leão que Leona (a irmã de Kimba) protegia, mas também foram derrotados por Kimba e também com os outros animais da selva. Nos Estados Unidos,várias cenas de luta e até a própria música deles foram cortadas.
- Rhino (Boss Rhino,no original): O líder dos rinocerontes,que também não gostava das decisões de Kimba.
- Oscar (Mr.Pompouns,no original): O tio de Jonathan,que ajuda o sobrinho a cuidar de Kimba.
- Mary: A namorada de Jonathan. Apesar de ajudar Kimba,já sentiu ciúmes por Jonathan passar mais tempo cuidando dele do que ficar com ela. Quando o avião em que embarcavam caiu, ela só quis saber de voltar pra cidade. Quando Jonathan decidiu voltar com ela, um morro em que andavam desmoronou, e ela acabou perdendo a memória e indo embora sozinha. Jonathan foi salvo por Kimba,Bucky e Poly. Quando ela chegou à cidade,se tornou a caçadora Tonga.No episódio 45, ela finalmente recordou a memória e voltou à cidade com Jonathan.
- Viper e Tubby (Ham Egg e Tubby, no original): Os caçadores que mataram o pai de Kimba. Reapareceram no episódio 13 para capturar Kimba também,mas o próprio recordou deles quando estava no navio e os atacou.
- Sansão (Samsom,no original): Um Um búfalo-africano, que às vezes se opõe idéias de Kimba.
- Majestica (Specklerex,no original): Um marozi velho, tio de Léia, que vive nas montanhas com um pequeno orgulho de sua autoria. Ele ignora Kimba,pois Panja era seu rival. Por causa de sua idade, sua juba é loiro quase pálido.
- Silvertail (Silvertail,the Renegade,no original): Um tímido leão que foi acusado de estar roubando gado da aldeia. Ele é muitas vezes com medo dos caçadores que iria matá-lo por causa deste rumor.Ele é um pouco parecido com Majestica, mas ele é dois anos mais jovem e não tem as rosetas de leopardo. Ele só aparece no último episódio.
- Gpysy:Uma coruja que já foi amiga de Tot.O próprio a obrigou a usar um dos seus feitiços em Kimba,caso contrário iria morrer.Com medo,ela atendeu:deu para Kimba uma pílula que o deixou com a pele roxa e em coma.Se arrependeu e conseguiu enganar Dick e Bow para darem-lhe o antídoto. Ela só apareceu no episódio 24.
- Dash:Um filhote de chita azul.
- Fancy Prancy:Irmã de Dash, voltou a selva depois de passar um ano como bicho de estimação. Apareceu apenas no episódio 46.
- Newton: Um camaleão que vivia contando mentiras a todos por se sentir solitário. Apareceu apenas no episódio 27.
- Jumbo:um filhote de elefante que apareceu apenas no episódio 25.
- 'Charley e Harley:Mais dois filhotes de chita jovem.

## O mangá e as versões animadas

### O mangá
O mangá de Kimba começou a ser publicado na revista Manga Shonen (Comic Boy) em 1950. Foi a primeira série de longa duração publicada por Tezuka e o primeiro grande sucesso dele em Tóquio, justamente no início de sua carreira. O traço do desenho é bastante caricato e contou apenas com três volumes — redesenhados e republicados diversas vezes posteriormente — que contam a história de Kimba: a infância na sociedade humana, a sua chegada na selva e seu desgosto com os animais até o seu reinado e morte.
Em 2015 a NewPOP Editora vai publicar o mangá com a arte de Osamu Tezuka. No site da editora o mangá está com a seguinte sinopse : "A obra que serviu de inspiração para o Rei Leão!
Finalmente chega ao Brasil o mangá Kimba, o Leão Branco, de Osamu Tezuka pela NewPOP. A obra que invadiu as televisões brasileiras na década de 70, volta agora em sua versão em quadrinho, que gerou as adaptações, para relembrar e reconquistar os corações brasileiros!".

### Jungle Taitei (1965)
Na série animada original, o roteiro se diferencia do mangá, pois Kimba nunca se torna adulto e o final trágico em que ele morre para salvar um amigo do frio não existe. Durante o período de produção, um contrato entre as redes de televisão Fuji TV, japonesa, e a NBC, americana, foi o responsável por essas mudanças.
A NBC queria um desenho com o qual houvesse uma maior identificação por parte das crianças e um leão adulto tornaria isso mais difícil, portanto, ficou acordado que se essa versão fizesse sucesso, seria produzida uma segunda temporada continuando a história e seguindo mais fielmente o mangá.
Outro problema seria o final trágico da série, que não chegou a ser animado para essa série. Apesar disso, a NBC realizou diversas alterações e edições nos episódios para minimizar cenas de luta, além de não exibir outros. É devido a isso também, que os episódios contam histórias isoladas, não formando um arco maior que evolui ao longo do tempo.
A primeira dublagem foi feita no estúdio AIC,mas ela se perdeu,e por isso foi redublada pela Sigma.
Teve 52 episódios e fez muito sucesso. Porém, nem todos foram dublados no Brasil, veja abaixo quais foram os únicos dublados. Os episódios com asterisco são os que contém clipes musicais.
Episódios:
1. O Nascimento de Kimba (Go, White Lion!)* /
2. O Retorno de Kimba (The Wind of the Desert)* /
3. Em busca da harmonia (A Human Friend)/
4. O Dia da Caça (Grand Caesar's Ghost)/
5. Aventura em Paris (Fair Game)*/
6. Kimba fazendeiro (Jungle Thief)/
7. Rin-tin-tin na Selva (Battle of Dead River)/
8. O dia dos gafanhotos (The Insect Invasion)*/
9. Um tigre no espaço (The Flying Tiger)/
10. O inseto do amor (Two Hearts and Two Minds)/
11. Vontade de viver - parte 1 (Catch 'Em If You Can)/
12. A montanha fantasma - parte 2 (The Hunting Ground)/
13. O mestre dos caçadores (The Trappers)/
14. Orgulho de uma raça (Journey Into Time)/
15. Ovos da discórdia (Scrambled Eggs)*/
16. A revolta dos crocodilos (Diamonds In The Gruff)/
17. A serpente mágica (The Magic Serpent)/
18. Beleza Interior (The Runaway)/
19. Aposte o sangue (The Mystery of Deserted Village)/
20. O restaurante da selva (Restaurant Trouble)/
21. O babuíno malvado (The Bad Baboon)/
22. Jornada pergiosa (Dangerous Jorney)/
23. O gafanhoto gigante (The Gigant Grasshopper)/
24. A poção (Gypsy's Purple Potion)/
25. Os Elefantes (Too many elephants)/
26. Tráfico de animais/
27. Julgamento na selva (Jungle Justice)/
28. O parque de diversões - parte 1 (Jungle Fun)*/
29. O parque de diversões - parte 2 (The Pretends)*/
30. O vale do perfume (The Monster of Petrified Village)/
31. O fosso mágico (Legend of Hippo Valley)/
32. As margens do fogo/
33. Viagem para a morte
Foi a primeira série de animação colorida do Japão (a primeira animação colorida, chama-se Dolphin Prince), sendo exibida no Brasil entre 1970 e 1975 na TV Tupi com bastante sucesso e por isso, reprisada mais tarde na Fox Kids em 1998, na TVE Brasil e no Boomerang[carece de fontes?].
O desenho foi dublado no Brasil nos estúdios Sigma.
Dois episódios foram lançados em DVD no Brasil pela Spot Films, e também em um VHS de uma coleção de filmes.

### Outras
Outras duas séries ainda foram produzidas, bem como dois filmes animados, exibidos respectivamente no Japão em 1966 e em 1997.
A série, Jungle Taitei Susume Leo (1966), ou Leo the Lion é a continuação da série anterior, agora mais fiel ao mangá e realista. Conta com sensível melhora na animação. Trata de Kimba na fase adulta, casado com Léia e com dois filhos: Rune e Rukio e traz novos personagens. Apesar dos problemas financeiros com as companhias envolvidas em trazê-la para o Ocidente, foi exibido no Brasil com o título Léo o Leão pela Rede Tupi no segundo semestre de 1979 e nos Estados Unidos em 1984.Teve 26 episódios.Todos esses episódios estão disponíveis no YouTube.
A outra, The New Adventures of Kimba the White Lion(1989), uma recontagem da história original, sendo diferente de todas as outras versões da história. Não contou com a participação de Osamu Tezuka(pois ele havia morrido em 12 de fevereiro de 1989)para ser produzida e não fez muito sucesso, provavelmente devido às alterações feitas no roteiro.Teve no total 52 episódios.Também teve bastante violência, e vários personagens morriam em quase todos os episódios.Os episódios estão disponíveis no site VIKI e no YouTube.Esta série foi produzida pela Tezuka Production.

### Filmes
3 filmes foram produzidos para o anime, realizados em 1966, 1997 e 2009. Os três filmes não foram dublados no Brasil.
Jungle Emperor Leo - Feature Film (1966) - Primeiro filme, ele foi realizado após a 1ª série e antes da continuação Leo the Lion. O filme é um resumo de toda a série de 1965, porém com uma coloração diferente, trocas de animações e pequenas falhas da tela, mas mesmo assim, resumindo a história toda. Foi lançado em 31 de junho de 1966. Ele foi lançado em DVD apenas no Japão, em 2005. Clique no link para ver o pôster do filme: http://rathausartprojects.com/blog/wp-content/uploads/2009/12/osamu_1966Poster.jpg
Jungle Emperor Leo - The Movie (劇場版 ジャングル大帝 Gekijōban Janguru Taitei) (1997) - Segundo filme, foi realizado em 1997, e lançado no dia 1 de agosto, mas o DVD só foi lançado em 2003. O filme conta a história de Kimba adulto, casado com Léia e com os filhos Rune e Rukkio. Porém, as partes mais tristes do mangá acontecem nesse filme: Léia morre vítima de uma grave doença, e Kimba, se mata para salvar um humano em uma aventura num monte místico na selva. É considerado o filme mais trágico de todos os outros, mas apesar disso, fez sucesso. No Youtube, está disponível completo, e já conta com 1.000.000 visualizações. Há boatos que esse filme foi dublado no Brasil, e disponibilizado pela internet.https://lostmediabrasil.miraheze.org/wiki/Kimba:_O_Le%C3%A3o_Branco_-_1997_(dublagem)Clique aqui e veja o pôster do filme: http://upload.wikimedia.org/wikipedia/en/thumb/a/a9/JungleEmperorLeo.jpg/220px-JungleEmperorLeo.jpg
Jungle Emperor Leo - The Brave Change The Future (Jungle Taitei - Yūki ga Mirai o Kaeru) (2009) - Terceiro e último filme, foi realizado em 2009 pela Tezuka Productions. Essa é a primeira vez que Kimba e os demais personagens foram animados com total animação japonesa. Aqui, Kimba tem olhos vermelhos em vez de azuis, Panja e Eliza estão vivos - mas o primeiro morre no final, Jonathan é um menino, e Poly foi trocado por uma pássara bem colorida. Clique aqui e veja uma imagem promocional do filme: http://aninomiyako.files.wordpress.com/2009/09/29909.jpg

### Curiosidades
- Vários clipes originais dos episódios foram cortados na exibição no Brasil.
- Na série de 1966, quando Kimba e Léia crescem, vários personagens coadjuvantes do primeiro seriado desapareceram sem explicação.
- Nos Estados Unidos, várias cenas de lutas foram minimizadas, por serem consideradas "violentas".
- Durante a produção do seriado de 1989, Osamu Tezuka morreu depois de escrever seis episódios, e assim, coube ao desconhecido diretor Takashi Ui continuar a série.
- O traço de Kimba (segundo o próprio Tezuka), mostrado durante seu crescimento na série de 1989, foi mais realista.
- O seriado de 1989 não chegou inteiro nos Estados Unidos, e quando o seriado foi lançado em VHS, os episódios 2 e 3 foram cortados, e o último volume foi até o episódio 15.
- Astro Boy, outro famoso personagem de Tezuka, apareceu duas vezes no seriado de 1965: uma no episódio 5, como um robô numa exposição, e no episódio 13, na televisão.
- Várias cenas que apareciam na abertura do seriado de 1965 apareciam em cada episódio.
- Kimba, antes de ganhar sua própria série, tinha feito uma participação junto com seus amigos no seriado de Astro Boy, que ainda era em preto-e-branco.
- Vários personagens coadjuvantes e secundários costumavam protagonizar só um episódio, como o mandril Daniel, que protagonizou o episódio 49.
- A personagem Léia tem vários nomes originais: Kitty, Raiya,Lyre,etc.
- A cena em que Kimba tem um sonho com os pais no episódio Rin-tin-tin na selva foi cortada no Brasil. Clique no link abaixo para ver a imagem da cena. http://www.telestudio-torino.it/uploads/1/347_Kimba01.jpg
- Em todos os episódios de Kimba dublados no Brasil, sempre que há uma pausa para o comercial, aparece uma frase em inglês que diz: "We'll be right back...". Essa frase quer dizer: Estaremos aqui de volta.
- Durante a exibição no Boomerang, em 2005, todos os episódios foram gravados em DVD, e colocados a venda pela internet em diversos sites. Em 2014, os episódios foram colocados a venda no Mercado Livre, em 5 DVD'S caseiros, e foram um sucesso, vendendo todas as cópias.
- Por motivos desconhecidos, o Brasil cortou 7 episódios dos 52 de Kimba produzidos. Um destes é o último episódio.